# Sper

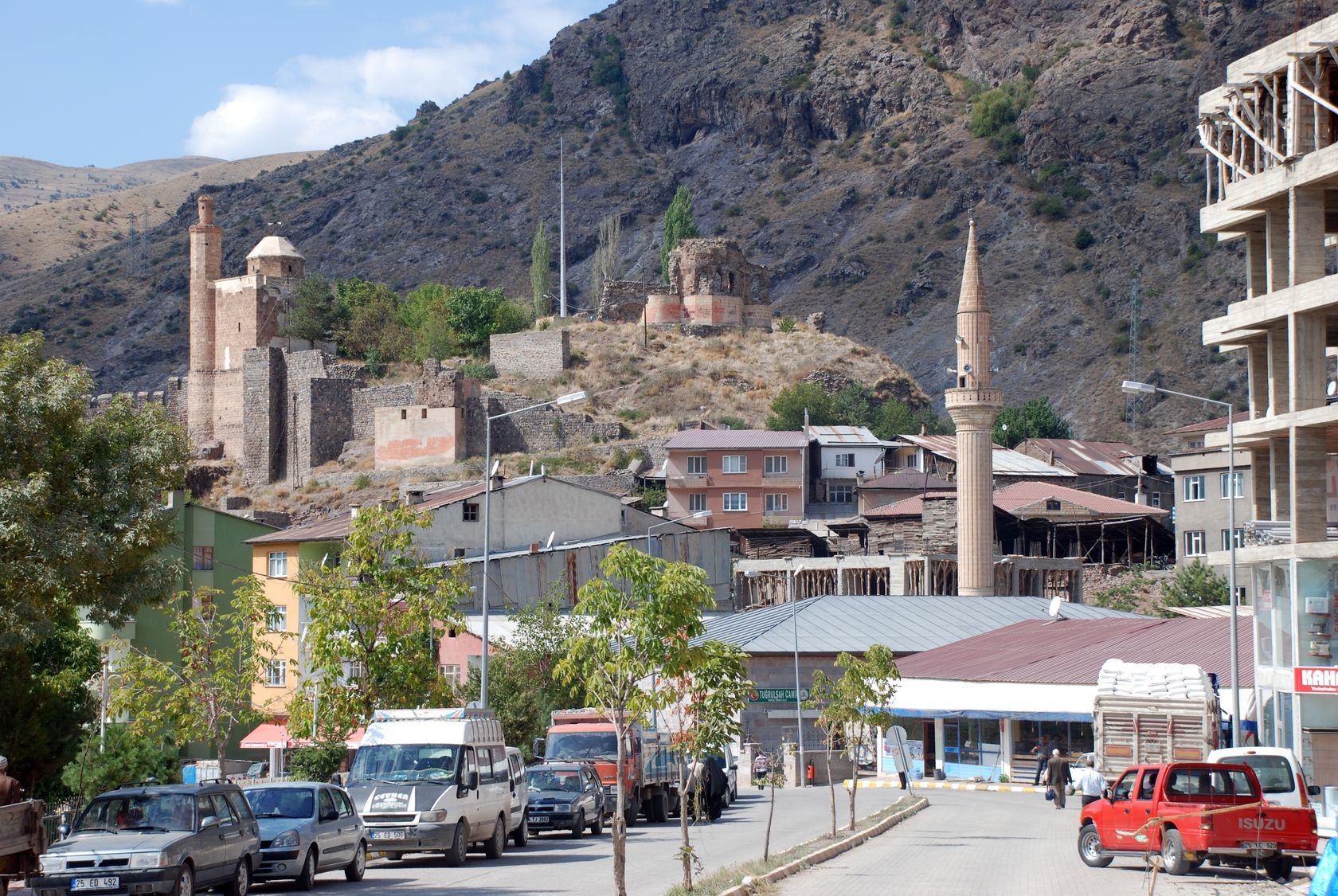
İspir

Sper fue principado armenio desde el año 837 hasta el 1071. Las tierras de Sper pertenecieron tradicionalmente a los Bagrátidas. Los bizantinos invadieron Armenia en el 837 pero la evacuaron rápidamente. Sin embargo, antes de irse, dejaron como príncipe de Sper (hoy Ispir) a un protegido suyo, Ashot Bagratuni hijo de Shapuh Bagratuni (el hermano de Ashot Y Msaker), con título de cónsul. La capital se estableció en Ashkharaberd o Asharhaberd.
Ashot de Sper murió en una fecha no determinada, pero anterior al 850, cuándo ya se menciona como príncipe a su hijo Galabar Ishkhanik (o Grigor Ishkhanik) que al contrario que su padre hizo la guerra a los bizantinos. Tenía al oeste al emirato de Melitene y la región de Tefricia (Tephrike) bajo un gobierno Pauliciano (es decir, de la secta Paulicianos), que eran aliados y hacían la guerra a Bizancio. Grigor, viendo ocupados a los bizantinos, consideró posible atacar a los griegos de la región bajo su control para expropiarlos de sus rebaños, lo que pudo hacer con la ayuda de Gurgen Ardzruni, hijo de Abubeldj que se había refugiado allí tras la incursión de Bogha el Viejo ostikan de Armenia al Vaspurakan (antes pasó por el principado de los Mamikonian de Bagrevand pero los Mamikonian serían rápidamente masacrados por los musulmanes). Galabar, por las confiscaciones hechas, se enfrentó con los bizantinos, a los que en la lucha arrasó la fortaleza de Aramaniak (cerca de la actual Beiburt). Las fuerzas reducidas que envió Bogha fueron rechazadas por Galabar y por Gurgen. Galabar, con miedo de ser atacado por dos flancos a la vez, hizo la paz con los bizantinos a los que devolvió Aramaniak. Sper estuvo bajo influencia bizantina hasta el 1071, año en que pasó a los seljúcidas.
- Datos: Q344273